# MILESTONE (小林太郎のアルバム)
MILESTONE（マイルストーン）は小林太郎のメジャー1枚目のミニ・アルバム。

## 内容
メジャーデビュー作品となった本作はキングレコードが立ち上げたロック専門レーベル「STANDING THERE, ROCKS」第一弾作品。アルバムタイトルの由来は「ちゃんと歩き始めた一枚目」という意味から付けたという。

## 収録曲
1. 飽和
  - PVが制作された。
2. 惰性の楽園
3. 鴉
4. 弁舌 〜interlude〜
5. 白い花
6. 泳遠
7. 廻って廻って